# الكحلاء (القبيطة)

تعديل مصدري - تعديل

الكحلاء هي إحدى قرى عزلة كرش بمديرية القبيطة التابعة لمحافظة لحج، بلغ تعداد سكانها 26 نسمة حسب تعداد اليمن لعام 2004.